# Clase Minekaze
La Clase Minekaze es una clase de destructores compuesta de 13 unidades de la Armada Imperial Japonesa que entraron en servicio tras la Primera Guerra Mundial y participaron en la Segunda Guerra Mundial. 

## Historia
En 1916, la Armada Imperial Japonesa dio las especificaciones de nuevos destructores de 1.ª y 2.ª categoría, dada esta por su desplazamiento y potencia de fuego, resultando las clases Minekaze y Momi respectivamente. Se trataba del primer diseño exclusivamente japonés, tras la experiencia adquirida de la inicial colaboración británica, y los buques chinos y rusos capturados en la primera guerra sino-japonesa y la guerra ruso-japonesa. 
El diseño variaba el esquema inglés siguiendo líneas alemanas: el armamento estaba centrado y lo más elevado posible, para facilitar su uso por ambas bandas y en mar gruesa. Se incluían tres montajes dobles de tubos lanzatorpedos. Sus turbinas Parsons de 38 000 HP permitían alcanzar una velocidad de 39 nudos.
Si bien el diseño no era perfecto, y la pieza artillera delantera era batida por el agua en condiciones de mar gruesa, lo que la inhabilitaba, la Clase Minekaze eran navíos rápidos y potentes, perfectamente equiparables a los mejores destructores contemporáneos.

## Destructores de la Clase Minekaze
- Akikaze
- Hakaze
- Hokaze
- Minekaze
- Namikaze
- Nokaze
- Numakaze
- Okikaze
- Sawakaze
- Shiokaze
- Tachikaze
- Yakaze
- Yukaze